# San Marco Evangelista (Italia)
San Marco Evangelista è un comune italiano di 6 463 abitanti della provincia di Caserta in Campania.

## Storia
Per lungo tempo nel territorio vi erano solo casolari rurali sparsi e casini di caccia appartenenti a nobili famiglie locali e napoletane. Successivamente vi si sviluppò l'insediamento di Massarie, il quale durante il XVIII secolo ricadeva in parte sotto la giurisdizione di Capua, ed in parte sotto quella di Maddaloni. Nel 1762 i due nuclei, chiamati Massarie di San Marco e Massarie delli Perroni e separati soltanto da una strada, vennero uniti e presero il nome Casale delle Masserie.
L'attuale nome fu attribuito nel 1863 con regio decreto n. 946 del 26 ottobre 1862, in onore e per devozione al patrono san Marco.
Il 27 giugno 1928 il comune fu soppresso e aggregato al comune di Caserta.
Il 22 maggio 1975 venne ricostituito il comune di San Marco Evangelista, con la frazione omonima staccata dai comuni di Caserta e Maddaloni.

### Simboli
Lo stemma e il gonfalone sono stati concessi con DPR del 3 novembre 1987.
Il gonfalone è un drappo partito di giallo e di rosso.

## Società

### Evoluzione demografica
Abitanti censiti

## Amministrazione

### Cronologia elezioni amministrative
1977-1991 PCI
1994-1998 L'Ulivo
1998-2003 lista civica
2003-2008 lista civica
2008-2010 PD
2011-2016 San Marco libera
2016-2021 San Marco libera
2021-2025 San Marco insieme